# Карниярик
Карнияри́к (тур. Karnıyarık) — страва турецької кухні, яке складається з баклажанів, фаршированих сумішшю подрібненої цибулі, часнику, чорного перцю, помідорів, за бажанням зеленого перцю, петрушки та меленого м’яса.
Подібна страва — імам-баялди, до якого не входить м'ясо і подається при кімнатній температурі або в теплому вигляді.